# خوزه لوپز (بازیکن فوتبال، زاده ۱۹۱۴)
خوزه لوپز (انگلیسی: José López; ۹ ژوئن ۱۹۱۴ – ۳ دسامبر ۱۹۸۹) بازیکن فوتبال اهل اسپانیا بود.
از باشگاه‌هایی که در آن بازی کرده‌است می‌توان به باشگاه فوتبال سویا اشاره کرد.